# Stroboskopkuppel
Eine Stroboskopkuppel (englisch stroboscopic cupola) ist eine in der Zwischenkriegszeit in Frankreich entwickelte Variante der Aussichtskuppel für Panzerfahrzeuge. Die Kuppel nutzt den Stroboskop-Effekt, indem eine mit Schlitzen versehene, motorbetriebene äußere Kuppel um eine innere Kuppel mit Sichtfenstern rotiert. Diese Kuppel kam beim Char 2C zum Einsatz und wurde von der US-Armee getestet, jedoch als ungeeignet befunden.